# Hremeaci, Novhorod-Siverskîi
Hremeaci (în ucraineană Грем'яч) este localitatea de reședință a comunei Hremeaci din raionul Novhorod-Siverskîi, regiunea Cernihiv, Ucraina.

## Demografie
Componența lingvistică a localității Hremeaci
     Rusă (84,56%)
     Ucraineană (15,37%)
Conform recensământului din 2001, majoritatea populației localității Hremeaci era vorbitoare de rusă (84,56%), existând în minoritate și vorbitori de ucraineană (15,37%).